# Смирново (Гагинський район)
Смирново (рос. Смирново) — село в Гагинському районі Нижньогородської області Російської Федерації.
Населення становить 50 осіб. Входить до складу муніципального утворення Большеаратська сільрада.

## Історія
Від 2009 року входить до складу муніципального утворення Большеаратська сільрада.

## Населення
| 2002 | 2010 |
| ---- | ---- |
| 85   | ↘50  |